# تجارة الدول الإسلامية
كانت الدول الإسلامية مهمة منذ العصور القديمة بسبب التجارة والطرق التجارية. تداول التجار المنسوجات القطنية والحريرية والصوف والسجاد والأواني والتوابل والتوابل العطرية في هذه البلدان. تم تداولها: بالقوافل والمراكب البحرية. في العصر الحديث أيها المسلمون! تنتج البلدان، بشكل أساسي، الزيوت المعدنية والسلع الزراعية مثل القطن والأرز والمطاط والشاي. الصادرات الهامة من البلدان تعني الصادرات من دولة ما أن التجارة التي يتم بيعها من خلالها يتم بيعها إلى دولة أخرى. صادرات الدول الإسلامية هي كما يلي:

## قطن
باكستان وكازاخستان وأوزبكستان: الدول الإسلامية معروفة بشكل خاص بجودة القطن الممتازة. كما ينتج العراق والسودان قطنًا أكثر من الطلب المحلي. يقومون بتصدير فائض القطن إلى الدول الصناعية مثل روسيا والمملكة المتحدة واليابان والصين وهونج كونج والهند وألمانيا إلخ.

## جوت
يتم إنتاج أكبر كمية من الجوت. كما يتم إجراء تجارب على زراعته في باكستان. تصدر بنغلاديش الجوت بشكل أساسي إلى الهند والمملكة المتحدة وألمانيا وهولندا واليابان

### الإنتاج الخاص والصادرات للدول الإسلامية
| الاشياء المنتجة | بلد المنتج | الدول التي أرسلوا إليها                                                                     |  |
| --------------- | --- | ------------------------------------------------------------------------------------------- |  |
| قطن             | أوزبكستان ، كازاخستان ، باكستان ، مصر ، العراق ، السودان                                                                                                 | روسيا ، بريطانيا ، ألمانيا ، الولايات المتحدة الأمريكية ، اليابان                           |  |
| پٹ سن           | بنجلاديش | الهند ، المملكة المتحدة ، ألمانيا ، المرتفعات ، اليابان                                     |  |
| أرز             | باكستان | بنغلاديش والكويت والمملكة العربية السعودية والمملكة المتحدة ودول أخرى                       |  |
| شاي             | بنغلاديش ، إندونيسيا ، ماليزيا ، أذربيجان | المملكة المتحدة وباكستان والدول الأوروبية والولايات المتحدة الأمريكية                       |  |
| مطاط            | اندونيسيا وماليزيا | بريطانيا ، فرنسا ، ألمانيا ، اليابان ، الولايات المتحدة الأمريكية ، باكستان                 |  |
| زيت معدني       | المملكة العربية السعودية ، الكويت ، إيران ، العراق ، الإمارات العربية المتحدة ، ليبيا ، أذربيجان ، كازاخستان ، أوزبكستان ، إندونيسيا ، بروناي دار السلام | بنغلاديش ، باكستان ، تركيا ، اليابان ، الولايات المتحدة الأمريكية ، الدول الأوروبية ، الهند |  |
| سماد كيماوي     | باكستان ، أوزبكستان | كم عدد الدول الإسلامية والهند                                                               |  |
| فواكه وخضروات   | إيران ، أفغانستان ، طاجيكستان ، قيرغيزستان ، أوزبكستان ، تركمانستان ، أذربيجان ، تركيا ، بنغلاديش ، لبنان ، باكستان                                      | روسيا والهند والمملكة العربية السعودية والإمارات العربية المتحدة وبنغلاديش ودول أخرى        |  |
| القمح           | كازاخستان ، باكستان | روسيا ، أفغانستان ، إيران                                                                   |  |
|                 | |                                                                                             |  |

## الأرز
باكستان هي الدولة الوحيدة في العالم الإسلامي التي تنتج فائضًا من الأرز عالي الجودة. يتم تصدير فائض الأرز إلى بنغلاديش والكويت وقطر والإمارات العربية المتحدة والمملكة العربية السعودية ودول آسيوية وأوروبية أخرى. تنتج الدول الإسلامية الأخرى الأرز للاستخدام المنزلي فقط۔

## الشاي
يزرع الشاي في بنغلاديش وإندونيسيا وماليزيا وأذربيجان. يتم إنتاج القهوة أيضًا في إندونيسيا. يتم تصدير الشاي والقهوة بكميات كبيرة إلى المملكة المتحدة وبعض الدول الإسلامية

## مطاط
المطاط أكبر منتجي المطاط في العالم هم من إندونيسيا وماليزيا. يتم تصديرها بكميات كبيرة إلى بريطانيا وفرنسا وألمانيا وباكستان واليابان ودول أخرى. لم يتم تطوير صناعة المطاط في الدول الإسلامية. لذلك ، يتم تصدير المطاط في الغالب إلى الدول الأوروبية.

## الزيوت المعدنية
النفط المعدني البلدان الإسلامية ، وخاصة المملكة العربية السعودية والكويت والعراق وإيران والبحرين وليبيا والإمارات العربية المتحدة ، غنية بإنتاج النفط. يوجد النفط أيضًا في كازاخستان وأوزبكستان وأذربيجان. يتم تصدير النفط الخام إلى الدول الأوروبية وسنغافورة واليابان وبعض الدول الإسلامية مثل باكستان وبنغلاديش وتركيا. يتم إنشاء الصناعات المشتركة للمنتجات البترولية من قبل الدول الإسلامية۔

## الأسمدة الكيماوية
تم إنشاء مصانع الأسمدة الكيماوية في باكستان في إطار مشروع مشترك لدول إسلامية. وهكذا ، فإن باكستان تصدر الأسمدة الكيماوية إلى دول أخرى۔

## الفواكه والخضروات
الفواكه والخضروات الإنتاج المفرط للعنب والتفاح والمكسرات تصدر إيران وأفغانستان في الغالب إلى باكستان وبنغلاديش ودول إسلامية أخرى. تصدر باكستان المانجو والقوارب (مثل البرتقال) والليمون وبعض الخضار مثل الليمون والكاكي إلى الدول الإسلامية في الخليج الفارسي. تصدر قيرغيزستان وأذربيجان الفاكهة إلى روسيا.

### بنود دخل الدول الإسلامية: (الواردات)
يعني استيراد بلد أن استيراد بلد يعني شراء سلع من بلد أجنبي وسلع ذات طلب محلي. الدول الإسلامية دول متطورة وليست صناعية بالكامل. لذلك ، تستورد شركة بونتري المسلمة العديد من المنتجات الصناعية ، مثل الآلات. الأدوات الهندسية ، والأدوات الزراعية ، والجرارات ، والسيارات ، والحافلات ، والأدوات الهندسية ، والأدوات الزراعية ، والسيارات ، وثعالب الماء ، وأجهزة الراديو والتلفزيون ، والأدوية ، ومحركات السكك الحديدية ، والسفن والطائرات وغيرها المملكة المتحدة ، وفرنسا ، وألمانيا ، والسويد ، وإيطاليا ، والولايات المتحدة الأمريكية وروسيا والصين واليابان. يجبر نقص الصناعات الدول الإسلامية على تصدير موادها الخام إلى الدول غير الإسلامية (الصناعية). عندما يتم تصنيع المواد الخام الخاصة بهم إلى منتجات نهائية ، فإنهم يستوردون هذه العناصر مقابل الدفع بالعملات الأجنبية. الآن ، من خلال المشاريع المشتركة والتعاون ، أقامت تركيا ومصر وإيران وباكستان وإندونيسيا صناعات المنسوجات والآلات والأدوات ، ويتم إنشاء مصافي النفط. بدأت باكستان وتركيا في تصدير القطن والأقمشة القطنية. والآلات الخفيفة في الولايات المتحدة والمملكة المتحدة واليابان والعديد من الدول الأخرى على التوالي. يتم تسليمها إلى الدول المصنعة بواسطة البضائع المستوردة
| تسمية الأشياء | بلد المنتج | الأشياء التي تطلبها الدول الإسلامية          |  |
| --- | --- | -------------------------------------------- |  |
| الآلات والمعدات الهندسية. الساعات والكاميرات وأجهزة الكمبيوتر والزراعية والطائرات ومحركات السكك الحديدية والجرارات والسيارات والحافلات والدراجات النارية وأجهزة الراديو وأجهزة التلفزيون والملابس الصوفية والأدوية | صُنع في المملكة المتحدة ، الصين ، فرنسا ، ألمانيا ، هونغ كونغ ، السويد ، إيطاليا ، ماليزيا ، رومانيا ، الولايات المتحدة الأمريكية ، كوريا ، روسيا ، اليابان | تطلب جميع الدول الإسلامية تقريبًا نفس البضائع |  |

### طرق التجارة بين الدول الإسلامية

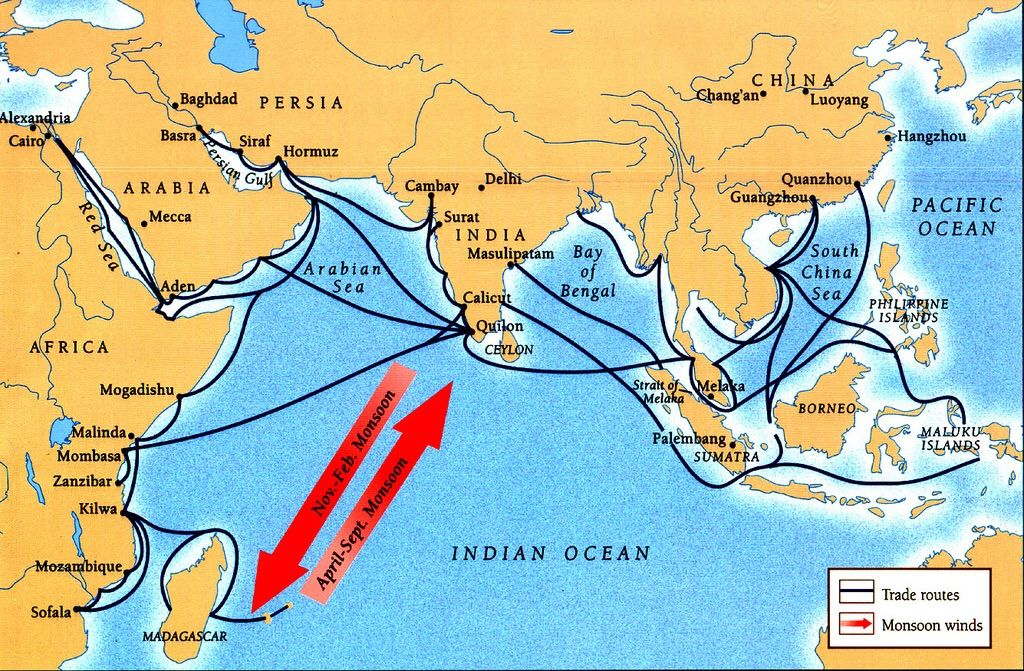
سمندری راست

تتم التجارة بين الدول الإسلامية براً وبحراً وجواً ، حيث تتحد الجبهات. وعن طريق الجو والبحر (طريق البحر). الدول الإسلامية في آسيا الوسطى بعيدة كل البعد عن الواقع. لذلك ، يستخدمون الموانئ البحرية الباكستانية ، وهي كماري وبن قاسم (كراتشي) وجوادار (بلوشستان) ، لنقل بضائعهم عبر بحر العرب.
قدمت باكستان وسائل النقل والمواصلات الأخرى. يجري توسيع وتحديث الطرق والسكك الحديدية والموانئ والمطارات في باكستان لتلبية احتياجات التجارة والاحتياجات الاقتصادية المتزايدة. في البلدان الإسلامية ، تمتلك مصر وتركيا وباكستان وإندونيسيا سفنها الخاصة التي تبحر على طرق بحرية مختلفة.

### التفضيلات التجارية للدول الإسلامية
التجارة بين الدول الإسلامية البلدان الإسلامية تفضل التجارة المتبادلة. وأبرم اتفاقية تجارية. تزدهر التجارة في البلدان الإسلامية ، مما يثبت أن مستويات المعيشة قد تحسنت. باكستان لديها اتفاقيات تجارية مع العديد من الدول الإسلامية. في ظل المؤتمر الإسلامي (OIC) ، يتم إنشاء شركات تجارية مشتركة ومؤسسة استثمارية وشركات شحن مشتركة. في جدة ، يقوم البنك الإسلامي بوضع خطط لزيادة الإنتاج وتقديم التسهيلات الائتمانية للدول الإسلامية. ومن المتوقع أن تصبح الدول الإسلامية قريبًا مكتفية ذاتيًا في التجارة وأن تجلب سلعها أسعارًا معقولة في السوق العالمية.

## شاهد المزيد
- العالم الإسلامي